# Campionati europei di Formula Kite 2012
I Campionati europei di Formula Kite 2012 si sono svolti a Gizzeria, in Italia, dal 26 al 30 luglio 2012.

## Podi
| Evento                 | Oro                | Argento        | Bronzo        |
| Formula Kite Maschile  | Lorenzo Giovanelli | Julien Kerneur | Bruno Sroka   |
| Formula Kite Femminile | Maria Ruth Piscopo | Mathilde Serin | Ariane Imbert |

## Medagliere
| Posiz. | Nazione | Oro | Argento | Bronzo | Totale |
| ------ | ------- | --- | ------- | ------ | ------ |
| 1      | Italia  | 2   | 0       | 0      | 2      |
| 2      | Francia | 0   | 2       | 2      | 4      |
| Totale | Totale  | 2   | 2       | 2      | 6      |